# Kaczysmus
Kačismus (kaczysmus), polsky kaczyzm [kačyzm] je termín vytvořený na základě příjmení polských politiků, bratrů – jednovaječných dvojčat Jarosława (* 1949) a Lecha (1949–2010) Kaczyńských, vůdčích osobností politické strany PiS. Označení se považuje za pejorativní a často za zlovolné, které rozšířily sdělovací prostředky. Poprvé jej použila poslankyně Sejmu (dolní komora polského parlamentu) Joanna Senyszynová (za Svaz demokratické levice) 5. května 2005 během debaty na téma zkrácení volebního období Sejmu.
Termín vyjadřuje obavy politických protivníků PiS a označuje vizi státu představovanou touto politickou stranou. Bratrům Kaczyńským jejich oponenti vyčítají přílišný konzervatismus, netoleranci, nacionalismus a poukazují na ideové vazby na radikální křídlo polské katolické církve (což se projevilo např. v prezidentských volbách na podzim 2005, kdy P. Tadeusz Rydzyk se svým Radiem Maryja podpořil Lecha Kaczyńského). Při této příležitosti se také zmiňuje nadměrné koncentrování se na zúčtování s minulostí (tzv. dekomunizace) a sklony k populismu).

## Kritika
PiS je kritizována za záměr zavést trest smrti a za to, že Lech Kaczyński ještě jako primátor Varšavy zakázal manifestační Pochod rovnosti (protest proti diskriminaci a netoleranci pořádaný organizacemi homosexuálů). Bez významu není ani oznámený záměr PiS změnit polskou ústavu tak, aby se v Polsku zavedl „silný prezidentský model“ vládnutí umožňující prezidentovi vydávat dekrety. Po vyhraných parlamentních volbách na podzim 2005 oproti všeobecným očekáváním nevytvořili koalici s těsně druhou Občanskou platformou, jelikož chtěli obsadit všechny tzv. silové resorty (ministerstvo vnitra, ministerstvo spravedlnosti, tajné služby i nově vytvářený protikorupční úřad se silnými pravomocemi, který má mj. šetřit vazby politiků na komerční sféru, což považují někteří oponenti PiS za nástroj boje s politickými odpůrci), s čímž Občanská platforma nesouhlasila. PiS proto sestavila menšinovou vládu a podporu při hlasování o důvěře vládě našla u Ligy polských rodin a Sebeobrany.